# Sóviet de San Petersburgo

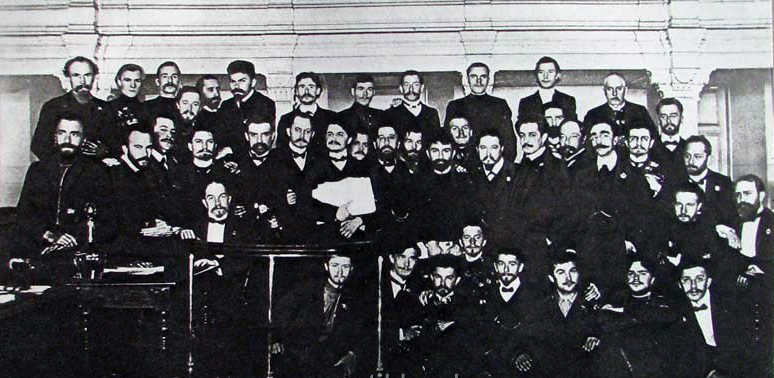
Sóviet de delegados obreros de San Petersburgo. En el centro está Lev Trotski con papeles en la mano. 1905.

El Sóviet de San Petersburgo fue la primera organización de delegados obreros surgida durante la revolución rusa de 1905.

## Origen
El sóviet tuvo como origen la orden del zar Nicolás de que los trabajadores eligiesen delegados para presentar sus quejas a la comisión que a tal efecto había nombrado el monarca tras los graves incidentes de enero. Cuando en octubre estalló una huelga general en San Petersburgo —iniciada en las imprentas de la capital pero pronto extendida a otros sectores y a otras localidades del imperio—, los tipógrafos huelguistas decidieron formar un organismo con delegados obreros de cincuenta imprentas.
A la primera reunión del sóviet, celebrada el 13 de octubrejul./ 26 de octubre de 1905greg., solo acudieron delegados del distrito capitalino de Neva. La actividad de los mencheviques logró atraer a delegados de otros distritos de la ciudad. Pronto el organismo cobró gran autoridad en la población, ya que se trataba de la primera organización electa de la clase trabajadora, hasta entonces sin derecho al voto. El sóviet, que se reunía en el Instituto Tecnológico de San Petersburgo, contó pronto con delegados que representaba a una doscientas mil personas. El número de delegados creció primero hasta los cuatrocientos y llegó a alcanzar los quinientos sesenta.
Se creó una nueva publicación Izvestia (Noticias).
El nuevo organismo no fue bien recibido por los bolcheviques, que al comienzo lo percibieron como un competidor del partido. Por el contrario, mencheviques y socialrevolucionarios enviaron de inmediato representantes al sóviet. El 17 de octubrejul./ 30 de octubregreg., se eligió la presidencia ejecutiva del sóviet: bolcheviques, mencheviques y socialrevolucionarios enviaron tres representantes cada uno. El principal representante menchevique —a pesar de sus anteriores disputas con los dirigentes de la corriente— fue Trotski. Por iniciativa suya, bolcheviques y mencheviques crearon un consejo federal para coordinar su actividad en el sóviet. La principal figura de los socialrevolucionarios era Nikolái Avkséntiev y los tres grupos cooperaron sin problemas en el sóviet. Los tres aprobaron otorgar la presidencia a Gueorgui Jrustaliov-Nosar, abogado de causas laboralistas que no pertenecía a ninguno de los partidos. Aunque este se convirtió temporalmente en la imagen del sóviet, las medidas las decidieron los partidos, principalmente los representantes socialdemócratas y Trotski en especial tuvo un papel destacado. Editor del periódico del sóviet, redactó además la mayoría de sus proclamas y mociones.

## Manifiesto de Octubre y debilidades revolucionarias
Como reacción a la huelga y a sus consecuencias, el zar promulgó el 17 de octubrejul./ 30 de octubregreg. el Manifiesto de Octubre, en el que prometía la implantación de una Constitución y el reconocimiento de derechos civiles y sufragio universal. A pesar de la euforia desatada en la capital como consecuencia de la proclama imperial que dio lugar a una gran manifestación en la que participaron obreros y clases medias, los partidarios del mantenimiento de la autocracia aún conservaban gran poder.
En un discurso ante la multitud congregada en la universidad capitalina, Trotski identificó las debilidades de la revolución que acabaron por hacerla fracasar: a pesar de los titubeos del monarca, el poder de la autocracia permanecía en pie. A pesar del fermento revolucionario en algunas unidades del Ejército —en especial, de la Armada—, el grueso permanecía fiel al soberano. La Rusia rural, la inmensa mayoría del país, permanecía aún indiferente a la revolución, fenómeno urbano. La defensa de las clases de la revolución tampoco era decidido, y parte de ellas se conformaron con las concesiones del zar. Mientras estas ansiaban libertades políticas, el proletariado buscaba además reformas sociales.

## Acciones del sóviet
El 21 de octubrejul./ 3 de noviembregreg., daba fin la huelga de la que había surgido el sóviet; la moción que aconsejaba el fin de los paros la había presentado Trotski dos días antes. Mientras el ministro del Interior, el general Trépov, preparaba a la gendarmería para dispersar la concentración en el entierro anunciado para dos días más tarde de las víctimas de la huelga y la policía secreta organizaba un pogromo, Trotski abogó por la anulación de la marcha. El sóviet aceptó cancelar la manifestación. Aunque frustrado por la necesidad de evitar un choque armado con las autoridades, el sóviet ordenó de inmediato la formación de escuadrones armados, cuya primera misión era evitar el pogromo planeado.
El sóviet animó a los trabajadores de la imprentas a oponerse, con éxito, al mantenimiento de la censura —que contradecía las promesas de octubre de implantar la libertad de prensa— y a reclamar la jornada laboral de ocho horas, que algunos obreros lograron implantar por su cuenta, con el respaldo del sóviet. El 1 de noviembrejul./ 14 de noviembregreg., celebró una recepción solemne de la delegación polaca —escasamente revolucionaria y formada principalmente por aristócratas y sacerdotes— que se presentó ante él para protestar por la proclamación del estado de sitio en el Zarato de Polonia. El sóviet llamó a la huelga general en solidaridad con Polonia y para protestar por el anuncio gubernamental de juzgar en tribunales militares a los marinos de Kronstadt que habían participado en la huelga de octubre. Esta segunda huelga, sin embargo, tuvo que finalizar el 5 de noviembrejul./ 18 de noviembregreg. ante el cansancio de parte de la población; para entonces el Gobierno había cedido parcialmente y admitido el juicio civil para los marinos.
Pocos días más tarde y ante la reacción de la patronal rusa, que reaccionó a la implantación forzosa de la jornada de ocho horas con cierres de fábricas que dejaron en la calle a cien mil obreros, el sóviet tuvo que ceder nuevamente y abandonar esta reivindicación. A pesar del impulso revolucionario de parte de la población, el sóviet era débil.

## Crisis y supresión
El Gobierno logró aplastar los conatos de rebelión militar en algunas unidades. Consiguió además restaurar la censura de la prensa a pesar de la protestas del sóviet. El 22 de noviembrejul./ 5 de diciembregreg., las autoridades detuvieron al presidente del sóviet y algunos de sus dirigentes. Los socialrevolucionarios expresaron la necesidad de reaccionar atacando a los ministros zaristas, mientras que otros preferían convocar una nueva huelga general. Trotski propuso entonces elegir una nueva presidencia y continuar con los preparativos para un alzamiento contra el Gobierno. Se eligió en efecto una presidencia colegiada, que incluía al propio Trotski.
Los preparativos para la insurrección, sin embargo, eran mínimos y el Gobierno se encargó de estorbarlos. Poco después, envió una guardia armada a vigilar el edificio de la Sociedad Económica Libre, la nueva sede del sóviet.
Incapaz de organizar un alzamiento armado, el sóviet optó por un boicoteo financiero al Gobierno y solicitó a la población que dejase de pagar impuestos y exigiese el pago en oro. La petición precipitó el esperado enfrentamiento con las autoridades. La tarde del 3 de diciembrejul./ 16 de diciembregreg., mientras el consejo ejecutivo analizaba las últimas medidas represivas gubernamentales —permiso a los gobernadores provinciales para proclamar el estado de sitio, censura de la prensa que había publicado la petición de boicoteo del sóviet, planes para prohibir los partidos socialistas, etc—, llegó la noticia del inminente asalto del Gobierno: el edificio se hallaba ya rodeado. El sóviet decidió no oponer resistencia y continuó reunido. Después de una escena cómica en la que el oficial de policía encargado de anunciar la orden de arresto fue amonestado por Trotski y abandonó la reunión, los presentas acabaron por ser arrestados. El sóviet había sobrevivido cincuenta días antes de su disolución forzosa.